# Ctenocalus cephalotus
Ctenocalus cephalotus là một loài tò vò trong họ Ichneumonidae.